# Кіра Туссен
Кіра Туссен (нід. Kira Toussaint, 22 травня 1994) — нідерландська плавчиня.
Учасниця Олімпійських Ігор 2016 року.
Чемпіонка Європи з водних видів спорту 2020 року, призерка 2018 року.
Чемпіонка Європи з плавання на короткій воді 2017, 2019 років.